# روبير سوليه
روبير سوليه (1946) صحفي وروائي فرنسي من أصل مصري. من مواليد القاهرة، وانتقل إلى فرنسا في سن الثامنة عشرة. شغل منصب أمين المظالم في صحيفة لوموند الباريسية. من أشهر أعماله الروائية الطربوش (الحائز على جائزة البحر الأبيض المتوسط عام 1992).

## البداية
ولد روبير سوليه في مصر عام 1946 لأسرة مسيحية من «الشوام» سبق أن هاجرت إلى مصر منذ عهد بعيد. درس في مدرسة «الليسيه» الفرنسية المصرية ثم أكمل دراسته في ثانوية «الجيزويت». وفي سنّ السابعة عشرة ترك سوليه مصر لكي يستكمل تعليمه في فرنسا. تخصّص في الصحافة في المدرسة العليا للصحافة.

## مسيرته
عام 1969 عمل سوليه محرّراً في جريدة «لوموند» الفرنسية واستمرّ فيها لأكثر من عشرين عاماً متنقلاً بحكم عمله كمراسل بين روما وواشنطن. وطوال فترة مكوثه خارج مصر عاش سوليه في عالم من الحنين إلى أرض الفراعنة، وفي العام 1984 قرّر العودة إلى مصر مرة أخرى بهدف تغطية افتتاح مستشفى عين شمس الذي ساهم الفرنسيون في بنائه. ومنذ تلك اللحظة بدأت مرحلة جديدة في حياة سوليه الذي قام بجولة مع منظمة اليونسيف في أنحاء البلاد التي كان يعرفها، وإذا به يندهش مرّة تلو أخرى بحجم التغيير الذي طرأ على هذه البلاد. وقد كتب عن هذا التغيير في أكثر من كتاب ورواية له مثل «سهرة في القاهرة» التي اعتُبرت امتداداً لروايته الأثيرة «الطربوش».
لم يتوقّف سوليه عند كتابة الرواية بل إنّه نشر الكثير من الدراسات والكتب التاريخية التي تتخّذ من مصر موضوعها الأساس. ومن هذه الكتب نذكر «قاموس المحبّ عن مصر» حيث اختار أن يضع كلّ ما ربطه بمصر سواء بالسلب أو بالإيجاب. ورغم معرفته للعربية إلاّ أنّ سوليه لم يكتب إلاّ باللغة الفرنسية لأنها لغته الأولى، وإنما تُرجمت كتبه إلى الكثير من اللغات الحيّة ومنها العربية.

## مؤلفاته
- المسيحيون الجدد
- الطربوش
- المملوكة
- مصر: ولع فرنسي
- مجانين مصر
- مصر الأمس بالألوان
- سهرة في القاهرة
- فندق مهرجان

## روابط خارجية
- الموقع الرسمي
- الملف الشخصي في Bibliomonde